# Sakaka
Sakaka (arab. ‏سكاكا‎, także Al-Dżauf, arab. الجوف)  – miasto w północnej Arabii Saudyjskiej, stolica prowincji Al-Dżauf. Położone jest na pustyni Wielki Nefud na starym szlaku karawan, wiodącym od Morza Śródziemnego w głąb Półwyspu Arabskiego. Według spisu ludności z 2010 roku liczyło 150 257 mieszkańców.
Na północnym skraju miasta znajduje się cytadela Kasr Za'abil. Została ona zbudowana na początku XIX wieku i odnowiona w połowie lat 90. XX wieku. 4 mile na południowy zachód od Sakaki znajdują się ruiny małego zamku Kalat at-Tuwajr.
Sakaka posiada m.in. uniwersytet oraz lotnisko.